# 圭亞那馬贊麗魚
圭亞那馬贊麗魚，為輻鰭魚綱鱸形目隆頭魚亞目慈鯛科的其中一種，分布於南美洲埃塞奎博河、馬扎魯尼河等流域，體長可達5.3公分，棲息在溪流中底層水域，生活習性不明。